# Коулман, Джеймс
Джеймс Сэмюэль Коулман (или Коулмен; англ. James Samuel Coleman; 12 мая 1926, Бедфорд (Индиана) — 25 марта 1995, Чикаго) — американский социолог, один из ключевых представителей теории рационального выбора, осуществил значительный вклад в разработку концептуального объяснения и формальных методов анализа человеческого поведения при генерировании коллективных решений. Широкую общественную известность получил благодаря руководству исследованием неравенства в сфере образования и расовой сегрегации в США, которые легли в основу «Доклада Коулмана» (1966).

## Биография
Родился в городе Бедфорд, детство провёл в штате Кентукки. Во время Второй мировой войны служил в ВМС США. Получил степень бакалавра в области химической технологии в университете Пердью в 1949 году г. Заинтересовался поведенческими науками уже работая химиком. Впоследствии продолжил обучение в Колумбийском университете, где испытал влияние Пауля Лазарсфельда и Роберта Мертона. В 1955 году получил PhD, преподавал в Чикагском университете с 1956 года и позже с 1973 года, а в 1959—1973 годах в Университете Джонса Хопкинса, где участвовал в создании кафедры социальных отношений. Был членом Национальной академии наук США, президент Американской социологической ассоциации (1991—1992).

## Научное наследие

### Теория
Опираясь на принципы методологического индивидуализма, Дж. С. Коулман сформулировал концепцию микро-макро переходов, с ключевым тезисом необходимости поиска эмпирических референтов макрофеноменов на микроуровне и принципиального отказа от макро-макро объяснения. Выделяя два типа акторов: природных лиц и корпоративных акторов, Дж. С. Коулман клал в основу анализа микроуровня социальных отношений модель обмена контроля за ресурсами и событиями, смысл которой заключался в том, что акторы или контролируют ресурсы, или же заинтересованы в них, тогда как их контролируют другие акторы. Максимизация полезности обеспечивается путем «обмена контроля над ресурсами или явлениями», которая приводит к возникновению на микроуровне норм и санкций в сообществе. Эта новация сущностно отличала подход Дж. С. Коулмана в сравнении с классической социологией, где социальная норма рассматривалась как предопределенная, которая предшествует социальному взаимодействию. Авторский подход критиковали некоторые исследователи как редукционистский. Концепция микро-макро переходов была развита в рамках современной аналитической социологии, а также используется в различных исследованиях.

### Исследование подростковой субкультуры, образовательного неравенства и «Доклад Коулмана»
Дж. С. Коулман проводил исследования в областях социологии образования молодежи, изучал процессы социализации и подростковую субкультуру, выявив парадоксально сдерживающее влияние последней на успехи в учёбе (что было парадоксальным на тот момент). Впоследствии коллектив исследователей под его руководством осуществил глубокое изучение образовательных возможностей в США, анализируя образовательный процесс в более чем 4000 государственных школах и охватив 600 тыс. учеников. Было выявлено негативное влияние расовой сегрегации на успешность черных детей, а также то, что чёрные дети демонстрируют более высокие успехи в учёбе в расово разнородных сообществах. Семейное происхождение оказалось более значимым фактором в успешности, а уже потом шли личностные характеристики учащихся и учителей. Зато характеристики школы, включительно с расходами, оказались слабо связаны с успеваемостью.

## Избранные работы
- «Community Conflict» (1955)
- «Union Democracy: The Internal Politics of the International Typographical Union» (1956, with Seymour Martin Lipset and Martin Trow)
- «The Adolescent Society» (1961)
- «Introduction to Mathematical Sociology» (1964)
- «Equality of Educational Opportunity» (1966)
- «Macrosociology: Research and Theory» (1970)
- «Resources for Social Change: Race in the United States» (1971)
- «The Asymmetrical Society» (1982)
- «Individual Interests and Collective Action» (1986)
- «Foundations of Social Theory» (1990)

### Переводы на русский язык
- Капитал социальный и человеческий // Общественные науки и современность. 2001. № 3.
- Введение социальной структуры в экономический анализ // Экономическая социология. 2009. № 3.